# Vicente López y Terrén
Vicente López y Terrén (Madrid, siglo XIX-Madrid, 1881) fue un pintor español.

## Biografía
Natural de Madrid, fue hijo y discípulo de Bernardo López y alumno de las Escuelas de Valencia y de Madrid. Concurrió a la Exposición Nacional de 1864 con Un estudio de un anciano, Dos toreros y Un retrato, al pastel; y a la de 1871 con Un organillista y Un moro ciego conducido por su lazarillo. Fue mayordomo de semana del rey, comendador de Carlos III y caballero de San Juan de Jerusalén. Falleció en Madrid en 22 de diciembre de 1881.